# 소베라나 02 코로나19 백신
소베라나 02 코로나19 백신은 쿠바 핀라이 연구소에서 개발한 코로나19 백신이다. 첫 접종 28일 이후 2차 접종을 하는 방식의 접합백신이다.

## 예방률
예방률은 91.2%다.

## 접종
2차까지 맞은다음 소베라나 플러스를 추가접종하는 형식으로 총 3차례 접종한다.

## 같이 보기
- 쿠바의 코로나19 범유행
- 이란의 코로나19 범유행